# Patrick Gofman
Patrick Gofman, född 1949 i Suresnes i Hauts-de-Seine, är en fransk författare, journalist och översättare. Han har varit aktiv i Organisation communiste internationaliste.